# لورانس ويلسون
لورانس ويلسون (بالإنجليزية: Lawrence Wilson)‏ هو لاعب كرة قدم أمريكية أمريكي، ولد في 16 نوفمبر 1987 في سانتا ماريا في الولايات المتحدة.